# Слюсарёво
Слюсарёво (до 1948 года Джерма́й-Каши́к; укр. Слюсареве, крымскотат. Cermay Qaşıq, Джермай Къашыкъ) — исчезнувшее село в Ленинском районе Республики Крым, располагавшееся в центре района и Керченского полуострова, в маловодной Каширской балке — правом притоке реки Самарли, примерно в 4,5 км к югу от современного села Останино.

## История
Первое документальное упоминание села встречается в Камеральном Описании Крыма… 1784 года, судя по которому, в последний период Крымского ханства Качык входил в Орта Керченский кадылык Кефинского каймаканства. После присоединения Крыма к России (8) 19 апреля 1783 года, (8) 19 февраля 1784 года, именным указом Екатерины II сенату, на территории бывшего Крымского Ханства была образована Таврическая область и деревня была приписана к Левкопольскому, а после ликвидации в 1787 году Левкопольского — к Феодосийскому уезду Таврической области. После Павловских реформ, с 1796 по 1802 год, входила в Акмечетский уезд Новороссийской губернии. По новому административному делению, после создания 8 (20) октября 1802 года Таврической губернии, Джермай-Кашик был включён в состав Кадыкелечинской волости Феодосийского уезда.
По Ведомости о числе селений, названиях оных, в них дворов… состоящих в Феодосийском уезде от 14 октября 1805 года , в деревне Качик числилось 11 дворов и 57 жителей. На военно-топографической карте генерал-майора Мухина 1817 года деревня Кашик обозначена с 10 дворами. После реформы волостного деления 1829 года Джермай Качик, согласно «Ведомости о казённых волостях Таврической губернии 1829 года», переподчинили из Кадыкойской волости в Агерманскую. Затем, видимо, вследствие эмиграции крымских татар в Турцию, последовавшую вслед за присоединением Крыма к России 8 февраля 1784 года, деревня заметно опустела и на карте 1836 года в деревне 7 дворов, а на карте 1842 года Джемай Кашик обозначен условным знаком «малая деревня», то есть, менее 5 дворов.
В 1860-х годах, после земской реформы Александра II, деревню приписали к Сарайминской волости. Согласно «Списку населённых мест Таврической губернии по сведениям 1864 года», составленному по результатам VIII ревизии 1864 года, Джермай-Качик — общинная татарская деревня с 18 дворами, 79 жителями и мечетью при колодцах. По обследованиям профессора А. Н. Козловского начала 1860-х годов, в селении «имеется хорошая пресная вода» в колодцах глубиной 1—5 саженей (от 2 до 10 м). Также имелись ауты, которые с наступлением лета высыхали (Аут — небольшой пруд в степном Крыму, наполнявшийся дождевой и талой водой). На трёхверстовой карте Шуберта 1865—1876 года в деревне Джермай-Кашик обозначено 14 дворов.
По «Памятной книге Таврической губернии 1889 года», по результатам Х ревизии 1887 года, в деревне Джермай-Качик, уже Петровской волости, числился 31 двор и 172 жителя. По «…Памятной книжке Таврической губернии на 1892 год» в Джереми-Качике, входившем в Ташлыярское сельское общество, числилось 15 жителей в 4 домохозяйствах, а в безземельном Джереми-Качике, не входившем в сельское общество — 65 жителей, домохозяйств не имеющих. По «…Памятной книжке Таврической губернии на 1902 год» в деревне Джамай-Качик, входившей в Ташлыярское сельское общество, числилось 95 жителей в 30 домохозяйствах. На 1914 год в селении действовало земское училище. По Статистическому справочнику Таврической губернии. Ч.II-я. Статистический очерк, выпуск пятый Феодосийский уезд, 1915 год, в деревне Джермай-Каячик Петровской волости Феодосийского уезда числилось 39 дворов(15 дворов с землёй, 24 — безземельные) с татарским населением в количестве 124 человек приписных жителей и 82 «посторонних», из которых 114 мужчин и 92 женщины. Жители владели 2300 десятинами удобной земли. В хозяйствах имелось 158 лошадей, 112 волов, 72 коровы и 100 голов овец, свиней, или коз.
После установления в Крыму Советской власти, по постановлению Крымревкома, 25 декабря 1920 года был образован Керченский (степной) уезд, а, постановлением ревкома № 206 «Об изменении административных границ» от 8 января 1921 года была упразднена волостная система и село вошло в состав Петровского района Керченского уезда, а в 1922 году уезды получили название округов. 11 октября 1923 года, согласно постановлению ВЦИК, в административное деление Крымской АССР были внесены изменения, в результате которых округа были отменены, Петровский район упразднили, влив в Керченский район. Согласно Списку населённых пунктов Крымской АССР по Всесоюзной переписи 17 декабря 1926 года, в селе Джермай-Кашик, Ленинского сельсовета Керченского района, числилось 58 дворов, из них 52 крестьянских, население составляло 273 человека, из них 267 татар, 3 русских и 2 украинцев, действовала татарская школа I ступени (пятилетка). Постановлением ВЦИК «О реорганизации сети районов Крымской АССР» от 30 октября 1930 года (по другим сведениям 15 сентября 1931 года) Керченский район упразднили и село включили в состав Ленинского. По данным всесоюзная перепись населения 1939 года в селе проживало 250 человек. На подробной карте РККА Керченского полуострова 1941 года в селении Кашик отмечено 29 дворов.
В годы Великой Отечественной войны территория Крыма была оккупирована немецкими и румынскими войсками. После освобождения Новороссийска и Тамани от немецких войск 16 сентября 1943 года, советское командование приняло решение отправить в Крым опытных разведчиков. В ночь со 2 на 3 октября 1943 года в районе деревни Джермай-Качи были высажены на парашютах с самолёта «ПО-2» резидент отдела разведки штаба Приморской армии Алиме Абденанова (позывные «Аня», «Софие» — с крымскотатарского — «незапятнанная») с радисткой Ларисой Гуляченко (позывные «Стася», «Гордая»). Алиме Абденанова, уроженка этой деревни, организовала подпольную группу под названием «Дая» из 14 проверенных местных жителей. С первых дней работы Джермай-Качиской подпольной организации и до 19 октября вместо установленных по два в неделю было отправлено 16 сообщений, а за четыре месяца — более 80 радиограмм, благодаря которым немецкие войска понесли урон в живой силе и технике. В феврале 1944 года группа была раскрыта, а все её члены арестованы. После жестоких пыток и длительных допросов была расстреляна 5 апреля 1944 года. 1 сентября 2014 года Указом Президента Российской Федерации В. В. Путина «за героизм, мужество и отвагу, проявленные в годы Великой Отечественной войны», Алиме Абденановой было посмертно присуждено звание Героя Российской Федерации.
В 1944 году, после освобождения Крыма от фашистов, согласно постановлению ГКО № 5859 от 11 мая 1944 года, 18 мая крымские татары были депортированы в Среднюю Азию. С 25 июня 1946 года селение в составе Крымской области РСФСР Указом Президиума Верховного Совета РСФСР от 18 мая 1948 года, Кашик-Джермай переименовали в Слюсарёво. Село получило название в память о капитане М. Д. Слюсаре, погибшем в 1941 году. 26 апреля 1954 года Крымская область была передана из состава РСФСР в состав УССР. Время упразднения сельсовета и включения в Астанинский пока не установлено: на 15 июня 1960 года село уже числилось в составе. Исключено из учётных данных в 1969 году (согласно справочнику «Крымская область. Административно-территориальное деление на 1 января 1977 года» — в период с 1954 по 1977 год, как село Астанинского сельсовета).

### Динамика численности населения
| - 1805 год — 57 чел. - 1864 год — 79 чел. - 1889 год — 172 чел. - 1892 год — 80 чел. | - 1902 год — 95 чел. - 1915 год — 124/82 чел. - 1926 год — 273 чел. - 1939 год — 250 чел. |